# Edward Drummond
Edward Drummond (ur. 30 marca 1792, zm. 25 stycznia 1843) – brytyjski urzędnik państwowy i osobisty sekretarz kilku brytyjskich premierów. Został śmiertelnie postrzelony przez Daniela McNaughtona, którego późniejszy proces doprowadził do powstania zasad McNaughtona – testu na szaleństwo stosowanego w wielu jurysdykcjach brytyjskiego prawa zwyczajowego.

## Życie i kariera
Drummond był członkiem rodziny, która posiadała i zarządzała „Drummonds Bank”. Był prawnukiem Williama Drummonda, 4. wicehrabiego Strathallan, który zginął walcząc o sprawę jakobicką w bitwie pod Culloden w 1746 r. Jego rodzicami byli Charles Drummond, bankier i jego żona, Frances Dorothy (druga córka Wielebnego Edwarda Lockwooda). Był jednym z dziewięciorga dzieci, z których tylko pięcioro dożyło dorosłości. Jego siostra Charlotte nie wyszła za mąż i dzieliła z nim dom na Lower Grosvenor Street. Jego starszy brat Charles został bankierem, młodszy brat Berkeley wstąpił do wojska, a młodszy brat Artur został duchownym. Drummond dołączył do służby cywilnej w czerwcu 1814 r., stając się urzędnikiem skarbowym. Następnie został prywatnym sekretarzem kolejnych premierów Wielkiej Brytanii: George Canninga, Lorda Goderich, 1. księcia Wellington i Roberta Peela.

## Zabójstwo
Popołudniem, 20 stycznia Drummond szedł wzdłuż Whitehall, w drodze powrotnej na Downing Street, by odwiedzić brata w banku w Charing Cross, kiedy to Daniel McNaughton, szkocki drwal, podszedł do niego od tyłu, wyciągnął pistolet i strzelił do niego w plecy. Sprawca został obezwładniony nim udało mu się strzelić po raz drugi. Początkowo sądzono, że rana Drummonda nie była poważna. Udało mu się wrócić do domu, kula została usunięta, a pierwsze doniesienia prasowe były optymistyczne: „Kula została wyjęta. Żadna istotna część nie została uszkodzona, a [chirurdzy] pan Guthrie i pan Bransby Cooper mają wszelkie powody, by sądzić, że Pan Drummond ma się bardzo dobrze.” Ale pojawiły się komplikacje i Drummond zmarł pięć dni później. Został pochowany w kościele św. Łukasza w Charlton, gdzie jego brat Artur był rektorem. Królowa Wiktoria napisała w liście do Leopolda I, króla Belgii, że „Biedny Drummond jest powszechnie żałowany”. McNaughton został osądzony za morderstwo, ale nie został uznany za winnego z powodu szaleństwa. Został oddany do szpitala Bethlem, a później do szpitala Broadmoor. Reguły McNaughtona opracowane przez Izbę Lordów, po jego procesie miały stanowić podstawę obrony przed szaleństwem we wszystkich krajach common law. W 1843 r. chirurg, przeciwny upuszczaniu krwi, opublikował anonimową broszurę, w której twierdził, że Drummond został zabity nie przez strzał McNaughtona, ale przez leczenie, które otrzymał później. Powiedział, że rana postrzałowa typu Drummonda niekoniecznie była śmiertelna, skrytykował lekarzy Drummonda za ich pośpieszne usunięcie kuli i wielokrotne spuszczanie krwi.

## W kulturze
Drummond występuje jako postać w drugim sezonie serialu telewizyjnego ITV Victoria. Przedstawiany jest jako znacznie młodszy niż w latach 40. XIX wieku, a rok i okoliczności jego zabójstwa uległy znacznej zmianie. Pokazany jest także jego domniemany związek z lordem Alfredem Pagetem, co ogólnie uważa się za nieprawdopodobne. W serialu telewizyjnym Drummond zostaje zabity na miejscu, gdy rzuca się przed kulę zabójcy, aby chronić Peela zaraz po głosowaniu w sprawie uchylenia przepisów o ustawach zbożowych.